# 松永政信
松永 政信（まつなが まさのぶ）は、鹿児島県姶良市出身の作曲家、編曲家、サウンドディレクター。インテリジェントシステムズ所属、同サウンド制作グループの主任を務める。ゲームミュージックの作曲および監督、効果音制作を担当。

## 関連作品
括弧内は発売年、対応ハード。
- マリオストーリー（2000年8月11日、N64）
- マリオカートアドバンス（2001年7月21日、GBA）
- ファイアーエムブレム 封印の剣（2002年3月29日、GBA）
- NINTENDOパズルコレクション（2003年2月7日、GC）
- あつまれ!!メイド イン ワリオ（2003年10月17日、GC）
- ペーパーマリオRPG（2004年7月22日、GC）
- まわるメイドインワリオ（2004年10月14日、GBA）
- さわるメイドインワリオ（2004年12月2日、DS）
- おどる メイド イン ワリオ（2006年12月2日、Wii）
- ファイアーエムブレム 暁の女神（2007年2月22日、Wii）
- スーパーペーパーマリオ（2007年4月19日、Wii）
- パネルでポンDS（2007年4月26日、DS）
- ファミコンウォーズDS 失われた光（2008年1月21日北米、DS）
- ちょっとパネルでポン（2009年1月28日、DSi）
- メイドイン俺（2009年4月29日、DS）
- ドラゴンクエスト ウォーズ（2009年6月24日、DSi）
- 引ク押ス（2011年10月5日、3DSDL）
- ペーパーマリオ スーパーシール（2012年12月6日、3DS）
- ゲーム&ワリオ（2013年3月28日、Wii U）
- 引ク押ス ワールド（2014年6月19日、Wii UDL）
- Code Name: S.T.E.A.M. リンカーンVSエイリアン（2015年5月14日、3DS）
- ペーパーマリオ カラースプラッシュ（2016年10月13日、Wii U）
- ファイアーエムブレム Echoes もうひとりの英雄王（2017年4月20日、3DS）
- ペーパーマリオ オリガミキング（2020年7月17日 Switch）
- おすそわける メイド イン ワリオ（2021年9月10日 Switch）

声での出演
- おすそわける メイド イン ワリオ（ピョロ）